# Norra Heplotan
Norra Heplotan med Furuskär, Långskär och Trummasholmen är en ö i Finland. Den ligger i Norra kvarken och i kommunen Vörå i den ekonomiska regionen  Vasa ekonomiska region i landskapet Österbotten, i den västra delen av landet. Ön ligger omkring 39 kilometer nordöst om Vasa och omkring 380 kilometer norr om Helsingfors.
Öns area är 1 kvadratkilometer och dess största längd är 2,7 kilometer i nord-sydlig riktning.

## Delöar och uddar
- Norra Heplotan 63°18′56″N 22°14′43″Ö / 63.31567°N 22.24518°Ö
- Furuskär 63°19′48″N 22°15′26″Ö / 63.33009°N 22.25734°Ö
- Långskär 63°19′30″N 22°14′48″Ö / 63.3249°N 22.24654°Ö
- Trummasholmen 63°19′19″N 22°15′12″Ö / 63.32182°N 22.25331°Ö
- Munkgrundet 63°19′07″N 22°14′35″Ö / 63.31858°N 22.24303°Ö (udde)